# IX. Mikhaél bizánci császár
IX. (Palaiologosz) Mikhaél, magyarosan IX. Mihály (ógörögül: Μιχαήλ Θ΄ Παλαιολόγος, 1277. április 17., Konstantinápoly – 1320. október 12., Szaloniki) bizánci társcsászár 1281-től édesapja, II. Andronikosz és nagyapja, VIII. Mikhaél bizánci császár mellett. Ugyan több törökellenes harcot vívott uralkodása alatt, ám nem tudta megállítani a birodalom hanyatlását.

## Élete
Mikhaél 1277-ben született, és 1281-től édesapja mellett volt társcsászár. 1303-ban Bizánc zsoldjába fogadta a Roger de Flor vezetett ún. „Nagy Katalán Csapat”-ot. A zsoldosok sikerrel harcoltak a törökök ellen, de a lakosságot is fosztogatták. Mikhaél, hogy megszabaduljon tőlük, 1305-ben meggyilkoltatta Roger de Flort. A katalánok fellázadtak, és mielőtt Thesszáliába vonultak volna, évekig dúlták Trákiát.
Mivel Mikhaél évekkel hosszú életű édesapja halála előtt, már 1320-ban elhunyt, sohasem lett Bizánc egyeduralkodó császára. Fiának, III. Andronikosznak azonban megadatott ez is.

## Gyermekei
- Feleségétől, Szaven-Pahlavuni Mária (1278/79–1333) örmény királyi hercegnőtől, 4 gyermek:
  - Andronikosz (1297–1341), III. Andronikosz néven 1316-tól bizánci társcsászár, 1328-tól egyeduralkodó, 1. felesége Braunschweigi Irén (Adelhaid) (1293 körül–1324), 1 fiú, 2. felesége Savoyai Anna (Johanna) (1307–1365), 4 gyermek+2 természetes lány, összesen 7 gyermek, többek között:
    - (2. házasságából): V. János (1322–1391) 1341-től bizánci császár, felesége Kantakuzéna Ilona (1333–1396), VI (Kantakuzénosz) János bizánci (társ)császár lánya, 9 gyermek+2 természetes gyermek
    - (Házasságon kívüli kapcsolatából): I. Irén  (1315/20–1341)  trapezunti császárné, majd férje halála után császárnő, férje I. Baszileiosz trapezunti császár (–1340), nem születtek gyermekei

  - Mánuel (1298 után–1319), nem nősült meg, gyermekei nem születtek, a bátyja gyilkolta meg
  - Anna  (–1321), 1. férje I. (Angelosz) Tamás (1288/89–1318) epiruszi despota, nem születtek gyermekei, 2. férje I. (Orsini) Miklós  (1315–1323) epiruszi despota, nem születtek gyermekei
  - Teodóra (–1330 után), 1. férje Teodor Szvetoszláv bolgár cár  (1270 körül–1322), nem születtek gyermekei, 2. férje III. Mihály bolgár cár (–1330), 2 gyermek